# Fockens

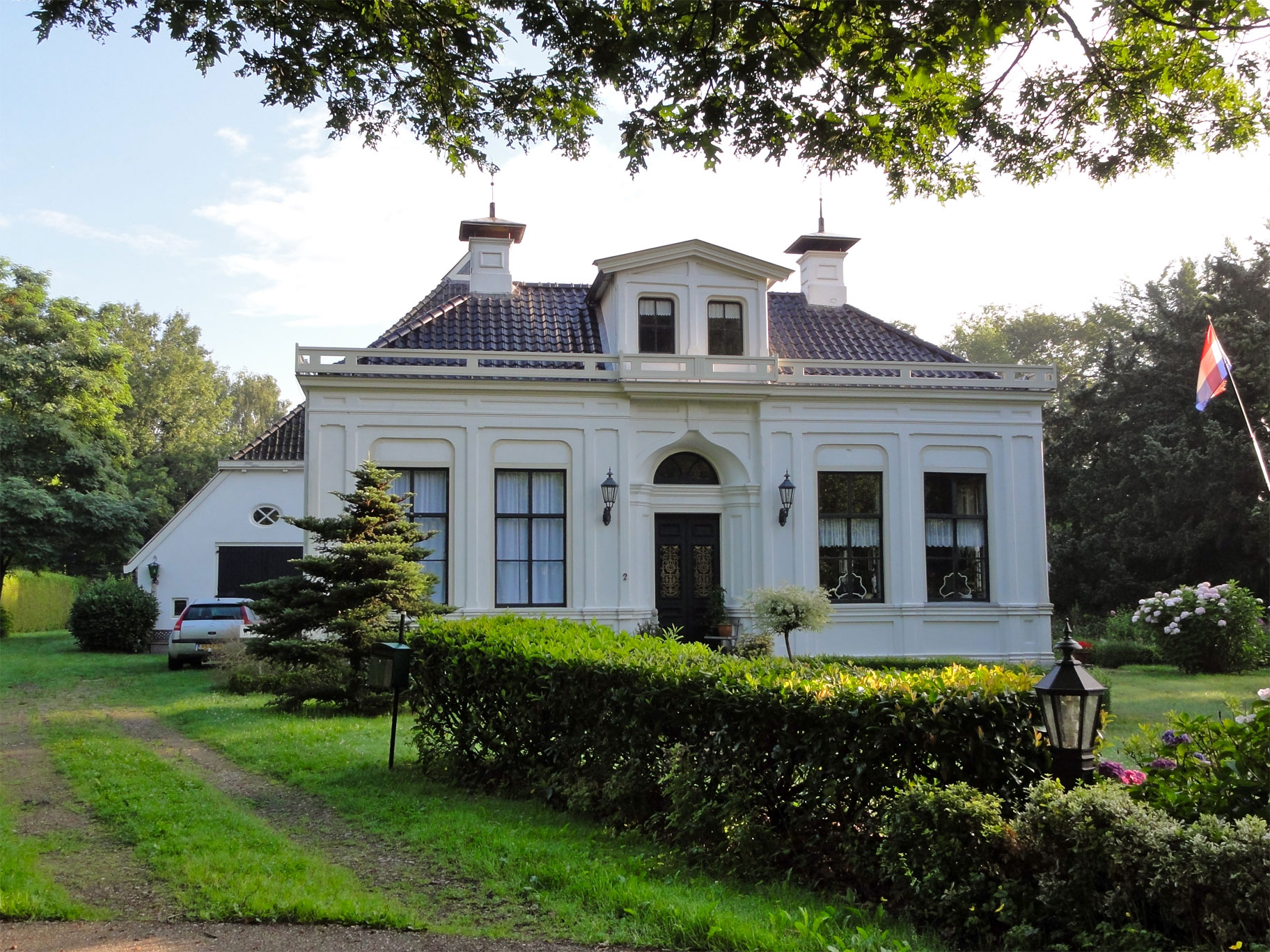
De Fockensstate aan de Beetsterweg te Beetsterzwaag (de huidige vorm van het huis dateert uit de 19e eeuw)

De familie Fockens was een grietmansfamilie die vooral rondom Beetsterzwaag in Friesland haar sporen naliet. Leden bewoonden van 1600 tot 1692 de Fockensstate, de oudste state van Beetsterzwaag. Het geslacht Fockens heeft bijna honderdvijftig jaar aaneengesloten de grietmannen van Opsterland geleverd.

## Herkomst van de naam Fockens
De stamvader van de familie Fockens is Focke Teyes. Fockens is dus afgeleid van het patroniem Fockes.

## Fragmentgenealogie
Hieronder volgt een overzicht van de naamdragers en de voorouders daarvan in mannelijke lijn. Voordat de achternaam overging van vader op zoon werd gebruikgemaakt van patroniemen.

### Fragmentgenealogie stamvaders
- Teye Aebeles (ca. 1480-1545), eigenerfde te Duurswoude, gehuwd met Tyetje (1483-1547)
  - Focke Teyes (ca. 1510-1578), grietman van Opsterland, gehuwd met Auck Sjoerds Boelens in 1532

Broers van Focke Teyes waren onder meer Jochum Teyes, een stamvader van de Hemminga's en Alle Teyes, burgemeester van Leeuwarden in 1566 en ondertekenaar van het Verbond der Edelen in datzelfde jaar. 

### Fragmentgenealogie Fockens
- Antje Fockens
- Hepcko Fockens (1536-1614), grietman van Opsterland 1578-1614, volmacht ten landsdage, gedeputeerde van Friesland van 1588-1601 en 1608-1614, gehuwd met Martje Martini
  - Auckje Fockens (?-?), gehuwd met Hendrik Hansen
  - Margaretha Fockens (ca. 1555-ca. 1624), gehuwd met Arent van Arentsma
  - Martinus Fockens (1570-1635), grietman van Opsterland van 1614-1623, raad van de Admiraliteit van Dokkum van 1625-1627, gedeputeerde van Friesland van 1627-1635, gehuwd in 1610 met Wisckjen Feyckes, dochter van Feycke Tetmans, grietman van Utingeradeel
    - Romckjen Fockens (1598-1667), gehuwd met Cornelis van Kinnema (1588-1645)
    - Saco Fockens (1599-1652), grietman van Opsterland van 1623-1650, volmacht ten landsdage, gedeputeerde van Friesland van 1647-1650, afgevaardigde naar de Staten Generaal in 1643 en van 1645-1646, raad van de Admiraliteit van Amsterdam van 1641-1643, mede-oprichter en compagnon van de Opsterlandse Veencompagnie, gehuwd in 1629 met Lucia Siccama
      - Maria Fockens (?-1672), gehuwd met Eecke van Heerma
      - Martinus Fockens (1633-1692), grietman van Opsterland van 1650-1692, gedeputeerde van Friesland van 1662-1665 en 1677-1679, gehuwd met Anna van Kinnema (ca. 1632-1707)
      - Saco Fockens (1634-1665), secretaris van Opsterland, volmacht ten landsdage (1659-1665), in 1665 grietman van Lemsterland en gedeputeerde van Friesland, gehuwd met Antje van Andringa in 1663
      - Romelia Fockens (ca. 1636-1674, getrouwd met Oene van Teyens (1636-1715)
      - Hepcko Fockens (1640-1666)
      - Wisckjen Fockens (ca. 1641-1669), getrouwd met Tinco  van Teyens (1643-ca. 1671)
      - Lucia Fockens (ca. 1646-1685), getrouwd met Benedictus van Teyens (1646-1678)
- Feycke Fockens (1538-1582)
- Frouck Fockens, (ca. 1538-1582), gehuwd met Saecke Siercks (ca. 1530-1582), stamvader van de Van Teyens
- Wytske Fockens, (ca. 1540-?)
- Anne Fockens (ca. 1540-?)

## Politieke invloed
Het geslacht Fockens is vanaf omstreeks 1545, toen stamvader Focke Teyes als  grietman van Opsterland werd genoemd, tot 1692 doorlopend grietman van Opsterland geweest. Dit is des te opmerkelijker daar het een gekozen positie betrof. Daaruit blijkt wel dat Fockens haar positie door strategisch bezit van stemdragende goederen (stemmen waren destijds in Friesland verbonden aan bepaalde stukken grond) en huwelijks- en vriendschapsbanden met andere invloedrijke families heeft weten te handhaven. Onder andere de verwante families Van Teyens en Hemminga zullen hen denkelijk hebben gesteund, aangezien zij vaak als tweede man optraden op de landdag – naast een Fockens – en de grietman in functies als secretaris of bijzitter ondersteunden in het grietenijbestuur.
Verschillende leden van de familie volgden elkaar op in de Gedeputeerde Staten van Friesland. De gedeputeerden maakten indertijd het dagelijks bestuur van Friesland uit en werkten nauw samen met de stadhouder.
Saco Fockens (1599-1652) was misschien wel het invloedrijkste lid van de familie. Naast gedeputeerde was hij ook raadsheer bij de Admiraliteit van Amsterdam en afgevaardigde naar de Staten Generaal. In die laatste hoedanigheid is hij ook betrokken geweest bij de vooronderhandelingen van de Vrede van Münster. Stadhouder Willem Frederik noemt hem veelvuldig in zijn dagboeken en had blijkbaar een hoge dunk van zijn invloed in de Friese politiek, getuige zinsneden als: "Ick seide, ghij moet Fockens hebben, als ghij die krijcht, soo gaet ghij vast...".

## Economische invloed
Naast dat leden van de familie Fockens veel land aan boeren verpachtten, waren zij ook actief in de vervening. Saco Fockens (1599-1652) stond mede aan de wieg van de Opsterlandse Veencompagnie, die grote delen van Opsterland zou vervenen. Deze compagnie werd in 1645 opgericht door Johannes Crack, Jacques van Oenema, Saco Fockens en Saco van Teyens.

## Tegenwoordige tijd
Enig verband tussen huidige families Fockens en het geslacht Fockens uit Beetsterzwaag is onbekend. De directe mannelijke lijn stierf uit met Martinus Fockens in 1692, wiens huwelijk met Anna van Kinnema kinderloos bleef. Saco van Teyens (1676-1735), zoon van Benedictus van Teyens en Lucia Fockens, werd de erfgenaam van het gehele bezit van de familie Fockens.

## Wapen
Het wapen van de familie wordt als volgt geblazoeneerd. Wapen: gedeeld: I in goud een halve rode lelie, komende uit de deelijn; II in zwart drie gouden eikels met de steel omlaag, boven elkaar
.

## Rouwborden

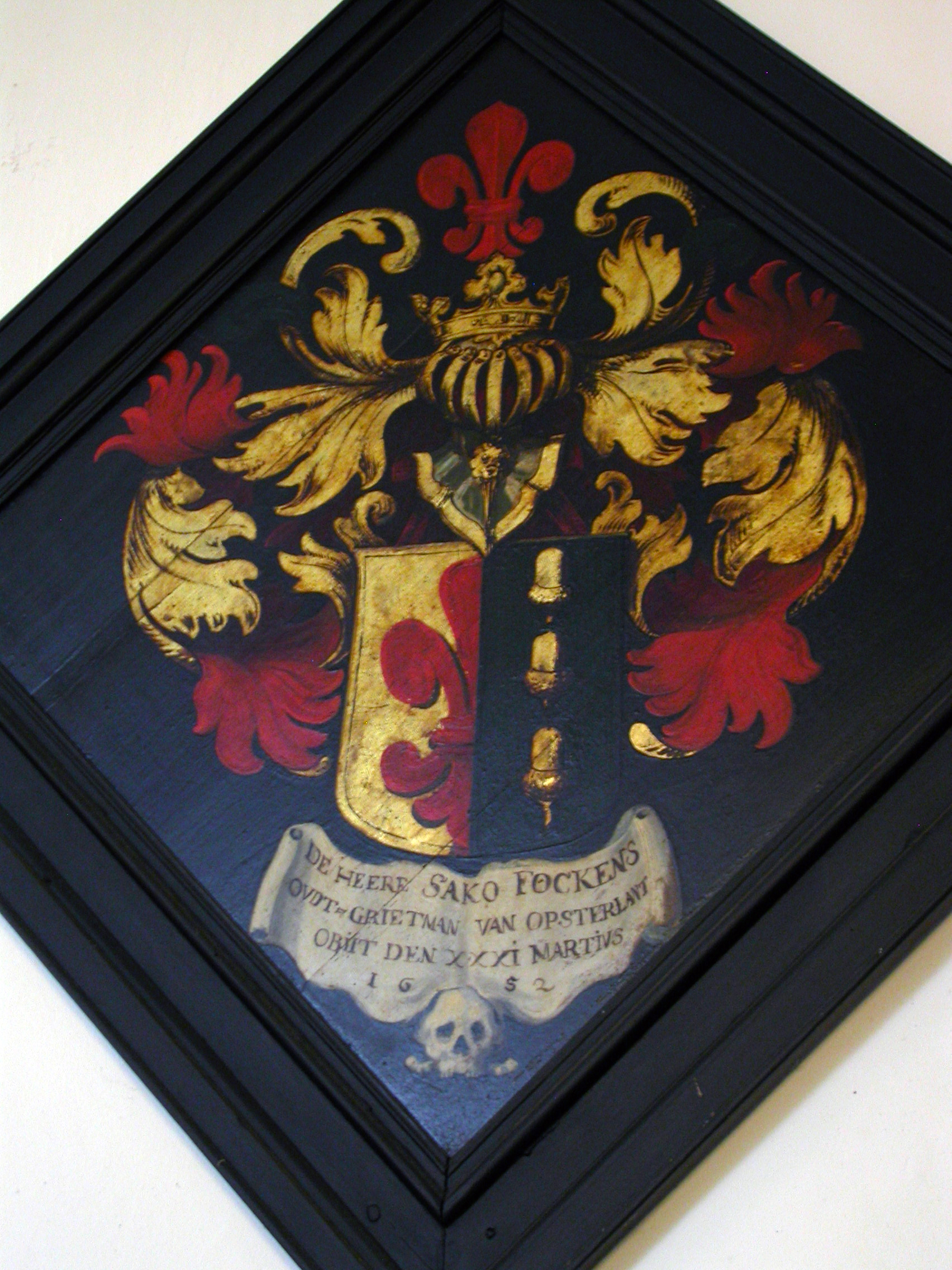
Het rouwbord van Saco Fockens (ca. 1599-1652) in de kerk van Nuis, Groningen, met daarop zijn wapen en het bijschrift "De Heere Sako Fockens - Oudt-Grietman van Opsterlant - Obiit den XXXI Martius 1652". Oorspronkelijk hing dit rouwbord in de kerk van Beetsterzwaag.

In de kerk van Nuis hangen diverse rouwborden van de familie. Oorspronkelijk hingen deze rouwborden in de kerk van Beetsterzwaag. Toen  de familie Van Teyens de Coendersborg in Nuis verwierf, zijn de rouwborden van de families Fockens en Van Teyens verhuisd naar deze plaats.